# Kinnikuman
Kinnikuman (キン肉マン, lit. "Homem-Músculo") é uma série de mangá criada por Yoshinori Nakai e Takashi Shimada, dupla conhecida pelo nome de Yudetamago. A série conta a história de Suguru Kinniku, um super-herói que deve ganhar um campeonato de luta livre para defender o título de príncipe do Planeta Músculo. 
O mangá foi publicado originalmente na Weekly Shōnen Jump entre 1979 e 1987. O primeiro anime que consiste em 137 episódios foi exibida pela Nippon Television entre 3 de abril de 1983 e 1 de outubro de 1986. Diversos mangás spin-off, animes, filmes e jogos eletrônicos baseados na série foram lançados, bem como uma linha de figuras de ação.
Kinnikuman foi um mangá popular no Japão, vendendo mais de 53 milhões de edições até os primeiros 36 volumes da série original. O mangá também ganhou o Prêmio Shogakukan de Mangá em 1985 e tem recebido análises variadas por parte dos críticos.

## Enredo
Kinnikuman conta a história do personagem homônimo, cujo nome real é Suguru Kinniku, um tolo e desajeitado super-herói, que descobre ser o príncipe perdido do Planeta Músculo, conhecido por produzir os maiores super-heróis do universo. Mesmo sendo um tolo desajeitado, ele deve provar ser digno do trono e para isso, ele entra em competições de luta livre e batalha contra diversos outros lutadores, finalmente culminando em um torneio entre Kinnikuman cinco pretendentes ao trono (Kinnikuman Big Body, Soldier, Zebra, Mariposa e Super Phoenix). Com o tempo ele consegue diversos aliados que um dia foram vilões (Ramenman, Buffalo Man, Ashuraman e Warsman) ou heróis extremamente arrogantes (Terryman, Robin Mask e Rikishiman).

### Kinnikuman Nisei
O enredo se centra em Mantaro Kinniku, mais conhecido como Kid Muscle (Kid Músculo, no Brasil), é o filho do lendário campeão de luta livre Kinnikuman. Depois de 28 anos de paz, os antigos inimigos de seu pai se reúnem e derrotam os antigos heróis. Percebendo que já estavam velhos demais eles abrem uma escola para treinar uma nova geração de super-heróis. Embora relutante, Mantaro é um dos jovens heróis que participa e, finalmente derrota seu pai para provar seu valor e se formar. A história continua com um torneio onde Mantaro tem que demonstrar as habilidades que herdou e derrotar os vilões que aparecem. 

## Mídias

### Mangá
Yoshinori Nakai e Takashi Shimada se conheciam desde que eram criança e em 1979 resolveram criar Kinnikuman, enquanto ainda estavam no ensino médio. Antes de lançarem o mangá e ele passar a ser publicado semanalmente na Weekly Shōnen Jump, a série criada originalmente para ser uma paródia de Ultraman, foi lançada em dois one-shots, na revista: Okamarasu no Maki (オカマラスの巻) e Eraginesu no Maki (エラギネスの巻) publicados em dezembro de 1978 e março de 1979, respectivamente. A publicação regular ocorreu originalmente na revista Weekly Shōnen Jump entre maio de 1979 e março de 1987. A versão impressa original consiste em 387 capítulos compilados em 36 tankōbon, sendo o primeiro lançado dia 15 de fevereiro de 1988 e o último 15 de abril de 1990. Em janeiro 1996, um one-shot chamado de Muscle Returns (マッスル・リターンズ) foi publicado na revista Kakutō Ace da Kadokawa Shoten. Entretanto, a série só voltou a ser publicada regularmente em 2011 na revista Weekly Playboy. O primeiro tankōbon da volta da série foi publicada em 4 de abril de 2012 e atualmente ela encontra-se no volume 88 que foi publicado em 4 de abril de 2025.
Kinnikuman também foi publicado como aizōban na linha Jump Comics Deluxe entre 14 de janeiro de 18 de novembro de 1999. Mais tarde a Shueisha criou diversos kanzeban publicados na linha Shueisha Jump Remix desde 2001, sendo o primeiro deles Shichi-nin no Akuma Chōjin (7人の悪魔超人編), que durou quatro volumes, e o mais recente a edição 9 em 22 de março de 2013.

#### Spin-offs
O primeiro mangá spin-off baseado em Kinnikuman, centrado no personagem Ramenman, sob o título de Tatakae!! Ramenman (闘将!!拉麺男, lit. "Lute, Ramenman!), foi publicado na Fresh Jump entre 1982 e 1988 e mais tarde compilado em 12 tankōbon. Foi lançado em julho de 1985, baseado nesta último mangá, na linha Jump Comics Deluxe, Chōjin Dai Meikan (超人大名鑑). Em 26 de julho de 2004, foi lançado na linha Internacional Mook, Chōjin Taizenshū (超人大全集).
Uma versão feminina, chamada de Kinnikuman Lady (キン肉マンレディー, Kinnikuman Redī), criada por Masashi Ogawa, onde ele substituiu todos os personagens homens por mulheres. A série começou a ser publicada pela Shueisha como um webcomic no site Ultra Jump Egg em 19 de junho e 2008 até 17 de setembro de 2011 quando passou a ser lançada no site da Ultra Jump. O primeiro tankōbon foi lançado em 19 de março de 2009 e atualmente se encontra no segundo volume que foi publicado em 19 de novembro de 2010.
Em agosto de 1997, Kinnikuman Nisei (キン肉マンⅡ世), passou a ser publicado na Weekly Playboy e durou até 2004. Mais tarde, o mangá foi compilado pela Shueisha e lançado entre em 19 de outubro de 1998 e 19 de agosto de 2005 em 29 tankōbon. Foi ainda republicado em 21 aizōban entre 18 de setembro de 2009 e 18 de janeiro de 2011, em 21 tankōbon. Duas reedições de Kinnikuman Nisei foram publicados. A primeira, chamada de Densetsu no Joshō: Herakuresu Fakutorī (伝説の序章～ヘラクレス・ファクトリー), foi publicado na linha Super Dash Deluxe em volume único lançado em 22 de fevereiro de 2002. Em 24 de maio de 2002, foi lançado na linha Jump J Books, SP Densetsu Chōjin Zenmetsu! (SP伝説超人全滅!).
Foi publicado entre maio de 2001 e julho de 2007 na V Jump uma série subintitulada All Chōjin Dai Shingeki (オール超人大進撃). Os quatro tankōbon dessa última série foram publicados entre 2 de agosto de 2002 e agosto de 2008. Entre 2004 e 2011 foi publicado um spin-off, com o subtítulo Kyūkyoku no Chōjin Tag Hen (究極の超人タッグ編), que mais tarde foi compilado em 28 tankōbon publicados entre 18 de novembro de 2005 e 19 de dezembro de 2011.

### Anime
A primeira série de anime foi produzida pela Toei Animation e dirigida por Yasuo Yamayoshi, Takenori Kawada e Tetsuo Imazawa. O anime começou a ser exibido no Japão pela Nippon Television (NTV) em 3 de abril de 1983 e terminou em 1 de outubro de 1986, totalizando 137 episódios. Uma segunda série dirigida por Takeshi Shirato e Atsutoshi Umezawa, chamada de Kinnikuman Kinniku-sei Ōi Sōdatsu Hen (キン肉マン キン肉星王位争奪編) foi novamente produzida pela Toei e exibida pela NTV, desta vez entre 6 de outubro de 1991 e 27 de setembro de 1992, abrangendo 46 episódios.

#### Spin-offs
Baseado no mangá, também spin-off, foi produzido pela Toei Animation o anime Tatakae!! Ramenman, que foi dirigido por Masayuki Akehi, e exibido entre 10 de janeiro e 11 de setembro de 1988 pela NTV.
Quase dez anos depois da série original, em 9 de janeiro de 2002 uma nova série, Kinnikuman Nisei, passou a ser exibida e ela durou até 25 de dezembro do mesmo ano e gerou 51 episódios. Em 2004, um spin-off com o subtítulo Ultimate Muscle (アルティメットマッスル, Arutimetto Massuru) foi exibido entre 7 de abril e 30 de junho. Houve ainda uma segunda sequência transmitida entre 4 de janeiro de 2006 e 29 de março que durou treze episódios. Todas a três séries foram dirigidas por Toshiaki Komura, produzidas pela Toei Animation e exibidas pela TV Tokyo. No Brasil, Kinnikuman Nisei foi exibido pela Fox Kids com o nome de Músculo Total.

### Filmes
Foram lançados sete filmes baseados na série original de Kinnikuman entre 1984 e 1986, sendo o primeiro, dirigido Takeshi Shirato e intitulado Ubawareta Chanpion Beruto (奪われたチャンピオンベルト), lançado em 14 de julho no Mangá Matsuri, e o último chamado Seigi Chōjin vs. Senshi Chōjin (キン肉マン 正義超人vs戦士超人) e dirigido por Yasuo Yamayoshi, em 20 de dezembro também no Mangá Matsuri. Um DVD, contendo todos os sete primeiros filmes foi lançado em 21 de abril de 2004.
Dois filme de Nisei dirigidos por Toshiaki Komura foram lançados: o primeiro e homônimo filme foi lançado na Anime Fair da Toei em 14 de julho de 2001 e o segundo subintitulado Massuru Ninjin Sōdatsu! Chōjin Dai Sensō (マッスル人参争奪!超人大戦争) em 20 de julho de 2002. Mais tarde, os dois filmes foram lançados em DVD em 21 de maio de 2002 e 21 de abril de 2003, respectivamente.

### Jogos eletrônicos
Diversos jogos eletrônicos baseados em Kinnikuman foram lançados. Os primeiros jogos foram lançados para computadores domésticos, sendo o primeiro e homônimo um jogo de simulação para PC88 lançado em novembro de 1984 e o segundo, um jogo de luta, lançando no ano seguinte para MSX foi chamado de Kinnikuman Colosseum Deathmatch (コロシアムデスマッチ, Koroshiamu Desumatchi). Ambos foram distribuídos pela Bandai. Logo, jogos para console passaram a ser lançados. O primeiro, intitulado Kinnikuman: Massuru Taggu Matchi (キン肉マン マッスルタッグマッチ), foi lançado em 8 de novembro de 1985 para Famicom e o mais recente foi lançado em 25 de setembro de 2008 para PlayStation 2 com o título de Muscle Grand Prix 2 Tokumori (キン肉マン マッスルグランプリ2 特盛).

## Recepção e legado
Em 2008, o mangá original que compreende até o volume 36 já havia vendido mais de 63 milhões de cópias. A sua volta que começou em 2011, esteve diversas vezes entre as mais vendidas em seu país de origem. O mangá ganhou, em 1985, a 30ª edição do Prêmio Shogakukan de Mangá na categoria infantil. Além do mangá, que foi amplamente popular, diversas merchandising foram lançadas, tal como diversos animes, filmes, jogos eletrônicos e uma linha de brinquedos chamada Kinkeshi. Kinnikuman Nisei já havia vendido até 2003 mais de sete milhões de cópias, no Japão.
Escrevendo para o Anime News Network, a escritora Shaenon K. Garrity chamou Kinnikuman de "um cruzamento entre uma paródia de super-heróis e bobeiras de luta livre profissional". Liann Cooper do Anime News Network disse que "todo o conceito de lutadores super-heróis é como um mangá de Mucha Lucha", mas ele também comentou que a série é "realmente muito engraçada".
A K-1 e a DREAM promoveram no evento de artes martes mistas, Dynamite!! 2008, em 31 de dezembro em Saitama, uma luta entre Kinniku Mantaro (interpretado por Akihiko Tanaka), o personagem principal de Kinnikuman Nisei, e Bob Sapp. No ano seguinte, para a comemoração de trintas anos do mangá, a Toei Animation anunciou que sediaria um evento de luta livre chamado de Kinnikumania 2009 em 29 de maio no JCB Hall da Tokyo Dome City.